# ألبرت براون
ألبرت براون (بالإنجليزية: Arthur Brown)‏ (7 يناير 1862 في المملكة المتحدة - 1 يناير 1930) هو لاعب كرة قدم بريطاني (وحمل سابقاً جنسية المملكة المتحدة لبريطانيا العظمى وأيرلندا) في مركز الهجوم. لعب مع أستون فيلا.